# Temporada 1900 de la Liga Nacional
La Temporada 1900 de la Liga Nacional fue la vigésimo quinta temporada de la Liga Nacional.
Los Brooklyn Superbas lograron su tercer campeonato en el viejo circuito.
Fue la última temporada en la cual la Liga Nacional fue la única liga profesional de béisbol en Estados Unidos, en 1901 se fundaría la Liga Americana.

## Estadísticas
|                       | \| Liga Nacional[2] \| \| \| \| \| \| Club \| G \| P \| PG % \| GB \| \| Brooklyn Superbas \| 82 \| 54 \| .603 \| - \| \| Pittsburgh Pirates \| 79 \| 60 \| .568 \| 4.5 \| \| Philadelphia Phillies \| 75 \| 63 \| .543 \| 8.0 \| \| Boston Beaneaters \| 66 \| 72 \| .478 \| 17.0 \| \| St. Louis Cardinals \| 65 \| 75 \| .464 \| 19.0 \| \| Chicago Orphans \| 65 \| 75 \| .464 \| 19.0 \| \| Cincinnati Reds \| 62 \| 77 \| .446 \| 21.5 \| \| New York Giants \| 60 \| 78 \| .435 \| 23.0 \| |    |      |      |
| Liga Nacional         | |    |      |      |
| Club                  | G | P  | PG % | GB   |
| Brooklyn Superbas     | 82 | 54 | .603 | -    |
| Pittsburgh Pirates    | 79 | 60 | .568 | 4.5  |
| Philadelphia Phillies | 75 | 63 | .543 | 8.0  |
| Boston Beaneaters     | 66 | 72 | .478 | 17.0 |
| St. Louis Cardinals   | 65 | 75 | .464 | 19.0 |
| Chicago Orphans       | 65 | 75 | .464 | 19.0 |
| Cincinnati Reds       | 62 | 77 | .446 | 21.5 |
| New York Giants       | 60 | 78 | .435 | 23.0 |

|  | Campeón. |